# Monitorul de Neamț și Roman

Siglă Monitorul de Neamț

Monitorul de  Neamț este un cotidian regional din Județul Neamț din Moldova, România.